# Фелікс Ебоа-Ебоа
Фелікс Ебоа-Ебоа (фр. Félix Eboa Eboa, нар. 19 квітня 1997, Дуала, Камерун) — камерунський футболіст, опорний півзахисник французького клубу «Генгам» та національної збірної Камеруну.

## Ігрова кар'єра

### Клубна
У 2010 році Фклікс Ебоа-Ебоа перебрався до Європи, де приєднався до французького клубу «Парі Сен-Жермен». У серпні 2015 року футболіст дебютував у другій команді парижан. Загалом за дубль ПСЖ Фелікс відіграв три сезони.
Та не маючи змоги пробитися до першої команди ПСЖ Ебоа-Ебоа влітку 2017 року перейшов до клубу «Генгам», який також виступав у Лізі 1. За результатами сезону 2018/19 «Генгам» вибув до Ліги 2.

### Збірна
У липні 2015 року у товариському матчі проти команди Буркіна-Фасо Фелікс Ебоа-Ебоа дебютував у національній збірній Камеруну.